# تايلر راسيل
تايلر راسيل (بالإنجليزية: Tyler Russell)‏ هو لاعب كرة قدم أمريكية أمريكي، ولد في 6 ديسمبر 1990 في ميريديان في الولايات المتحدة.